# I will, I swear
I will, I swear is een Vlaamse popband uit Gent in Oost-Vlaanderen.

## Biografie
I will, I swear werd in 2012 opgericht door songwriter Jonathan Van Landeghem. Hij had de muziek voor de debuutsingle Long Days / Sleep al geschreven en liep bij zijn zoektocht naar een zangeres Fien Deman tegen het lijf.
De eerste release kreeg veel response op lifestyle blogs.
In 2015 werden ze door radiozender Studio Brussel gekroond tot 'De Nieuwe Lichting 2015'.
In 2016 stopte de band toen Fien Deman besloot zich te focussen op haar solo-carrière. Zo ontstond Ivy Falls. In 2024 komt haar debuutalbum uit op Unday Records.

## Leden
- Fien Deman - Zanger
- Jonathan Van Landeghem - Pianist
- Wouter Vandersyppe - Drummer
- Pieter Beulque - Gitarist
- Laura Willems - Violist, Achtergrondzanger
- Esther Coorevits - Altviolist, Achtergrondzanger
- Liesbet De Meester - Cellist, Achtergrondzanger
- Trui Amerlinck - Cellist, Achtergrondzanger

## Discografie

### Albums
- Long Days / Sleep (ep, Unday Records, 2013)
- Strings of Gold (ep, Unday Records, 2015)

### Singles
- Long Days (2013)
- Mess (2014)
- Fractures (2015)
- Armor (met Illuminine, #RSD15 - 2015)

### Compilaties
- Music for Undays (2014)